# Boškari
 Boškari   (olaszul: Boscari) falu Horvátországban, Isztria megyében. Közigazgatásilag Svetvinčenathoz tartozik.

## Fekvése
Az Isztria délkeleti részén, Pólától 22 km-re északra, községközpontjától 7 km-re délre a Vodnjan-Svetvinčenat úttól keletre fekszik.

## Története
A település a 16. században népesült be, amikor a velenceiek Dalmáciából a török elől menekülő horvátokat telepítettek ide. A svetvinčenati plébániához tartozott. A falunak 1880-ban 47, 1910-ben 72 lakosa volt. Az első világháború után Olaszországhoz került. Az Isztria az 1943-as olasz kapituláció után szabadult meg az olasz uralomtól. A második világháború után Jugoszlávia, majd Jugoszlávia felbomlása után 1991-ben a független Horvátország része lett. 2011-ben a falunak 33 lakosa volt. Lakói mezőgazdasággal és kisállattartással foglalkoznak.

## Nevezetességei
A falutól délkeletre az erdő közepén áll a Hármashatári Szűz Mária ( BDM "od trih kunfini") tiszteletére szentelt temploma, mely nevét arról kapta, hogy Svetvinčenat, Vodnjan és Barban határának találkozása közelében található. Helyén valószínűleg már a 7. században szakrális épület állt. A mai templomot a 17. században építették és története során többször megújították. Egyhajós épület homlokzata előtt nagyméretű nyitott, oszlopos előcsarnokkal, homlakzata felett kis fülkés harangtoronnyal, melyben két harang látható. Oltárán Szűz Mária szobra áll.

## Lakosság
| Lakosság változása | Lakosság változása | Lakosság változása | Lakosság változása | Lakosság változása | Lakosság változása | Lakosság változása | Lakosság változása | Lakosság változása | Lakosság változása | Lakosság változása | Lakosság változása | Lakosság változása | Lakosság változása | Lakosság változása | Lakosság változása |
| ------------------ | ------------------ | ------------------ | ------------------ | ------------------ | ------------------ | ------------------ | ------------------ | ------------------ | ------------------ | ------------------ | ------------------ | ------------------ | ------------------ | ------------------ | ------------------ |
| 1857               | 1869               | 1880               | 1890               | 1900               | 1910               | 1921               | 1931               | 1948               | 1953               | 1961               | 1971               | 1981               | 1991               | 2001               | 2011               |
| 0                  | 0                  | 47                 | 54                 | 52                 | 72                 | 0                  | 0                  | 57                 | 62                 | 60                 | 53                 | 50                 | 44                 | 45                 | 33                 |